# Національний комітет з відновлення демократії і відродження держави в Малі

Національний комітет з відновлення демократії і відродження держави в Малі (фр. Comité national pour le redressement de la démocratie et la restauration de l’État, скорочено: НКзВДіВД) — організація, військова хунта, яка 22 березня 2012 року захопила владу в Малі. Від 22 березня до 12 квітня 2012 року був найвищим органом влади Малі. Голова — капітан Амаду Саного. Речник — лейтенант Амаду Конаре.

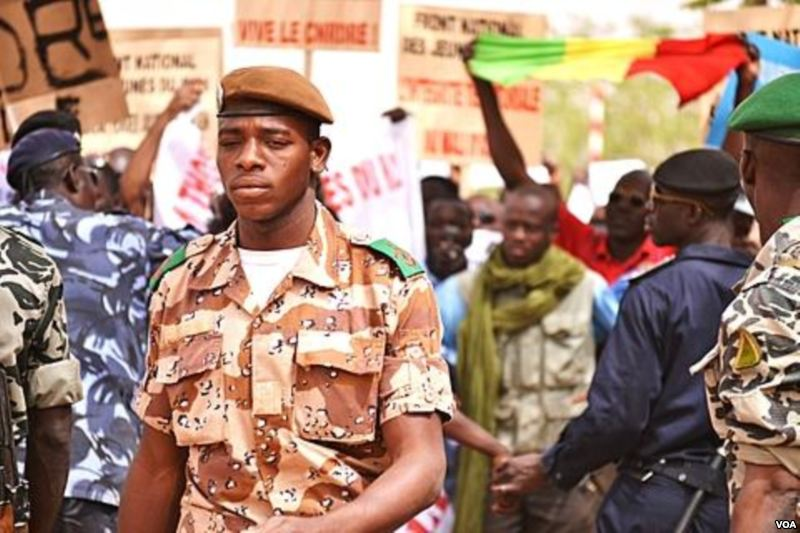
Демонстрація на підтримку НКзВДіВД в аеропорту Бамако в травні 2012 року.

До складу входили насамперед унтерофіцери. Штаб-квартира знаходилася у військовому таборі Каті (15 км від Бамако), звідки капітан Саного робив заяви, та де приймав голів країн та журналістів.
Протягом цих двадцяти днів війська MNLA и Ançar Dine використали безлади, які панували в Бамако, задля просування та захоплення стратегічних пунктів. Невдовзі після перевороту Малі остаточно було розділено на 2 частини після перемог туарегів, які підтримувалися джихадіськими угрупуваннями на півночі. Проголошення Азаваду країною і економічна блокада з боку Економічного співтовариства країн Західної Африки, змусили хунту і НКзВДіВД повернути владу цивільним.
12 квітня 2012 року НКзВДіВД передав владу цивільному населенню на чолі з Діонкунда Траоре.